# Coupe du monde de cyclisme sur piste 2001
Navigation
Coupe du monde 2000 Coupe du monde 2002
La Coupe du monde de cyclisme sur piste 2001 est une compétition de cyclisme sur piste organisée par l'Union cycliste internationale. La saison a débuté le 25 mai 2001 et s'est terminée le 26 août 2001.

## Classement par nations
| #  | Pays/Équipe     | Mos | Cal | Mex | Tur | Ipo | Points |
| -- | --------------- | --- | --- | --- | --- | --- | ------ |
| 1  | Allemagne       | 88  | 82  | 70  | -   | 111 | 351    |
| 2  | France          | 83  | 33  | 33  | 92  | 55  | 296    |
| 3  | États-Unis      | 59  | -   | 34  | 90  | 52  | 235    |
| 4  | Australie       | 61  | 20  | 42  | 13  | 85  | 221    |
| 5  | Russie          | 34  | 38  | 65  | 36  | 25  | 198    |
| 6  | Pays-Bas        | -   | 73  | 29  | 66  | -   | 168    |
| 7  | Ukraine         | -   | 69  | 70  | -   | -   | 139    |
| 8  | Grande-Bretagne | 35  | 50  | 31  | 15  | 8   | 139    |
| 9  | Italie          | -   | 31  | 49  | 58  | -   | 138    |
| 10 | Espagne         | 45  | 6   | 23  | 58  | -   | 132    |

## Hommes

### Kilomètre

#### Résultats
| Date         | Lieu      | Vainqueur       | 2e                 | 3e                 |
| ------------ | --------- | --------------- | ------------------ | ------------------ |
| mai 2001     | Cali      | Chris Hoy       | Hervé Robert Thuet | Carsten Bergemann  |
| juin 2001    | Szczecin  | Sören Lausberg  | Marty Nothstein    | Hervé Robert Thuet |
| juillet 2001 | Pordenone | Teun Mulder     | Stefan Nimke       | Andrei Vynokurov   |
| août 2001    | Mexico    | Arnaud Tournant | Mark Renshaw       | Grzegorz Krejner   |
| août 2001    | Ipoh      | Stefan Nimke    | Mark Renshaw       | Hervé Gané         |

#### Classement
| Pos. | Cycliste           | Mos | Cal | Mex | Tur | Ipo | Pts |
| 1.   | Mark Renshaw       | 7   | -   | -   | 10  | 10  | 27  |
| 2.   | Stefan Nimke       | -   | 10  | -   | -   | 12  | 22  |
| 3.   | Hervé Robert Thuet | 10  | -   | 8   | -   | -   | 18  |
| 4.   | Teun Mulder        | -   | 12  | 4   | -   | -   | 16  |
| 5.   | Grzegorz Krejner   | -   | 7   | -   | 8   | -   | 15  |

### Keirin

#### Résultats
| Date         | Lieu      | Vainqueur               | 2e               | 3e                   |
| ------------ | --------- | ----------------------- | ---------------- | -------------------- |
| mai 2001     | Cali      | Laurent Gané            | Jens Fiedler     | Lampros Vasilopoulos |
| juin 2001    | Szczecin  | Pavel Buráň             | Jaroslav Jeřábek | Viesturs Bērziņš     |
| juillet 2001 | Pordenone | Ainārs Ķiksis           | Yuji Yamada      | Marty Nothstein      |
| août 2001    | Mexico    | José Antonio Villanueva | Grzegorz Krejner | Craig MacLean        |
| août 2001    | Ipoh      | Jobie Dajka             | Florian Rousseau | Marty Nothstein      |

#### Classement
| Pos. | Cycliste         | Mos | Cal | Mex | Tur | Ipo | Pts |
| 1.   | Pavel Buráň      | 5   | 12  | -   | -   | -   | 17  |
| 2.   | Josiah Ng On Lam | -   | 6   | 3   | -   | 7   | 16  |
| -    | Marty Nothstein  | -   | -   | 8   | -   | 8   | 16  |
| 4.   | Jaroslav Jerabek | -   | 10  | 5   | -   | -   | 15  |
| -    | Craig MacLean    | -   | 7   | -   | 8   | -   | 15  |

### Vitesse individuelle

#### Résultats
| Date         | Lieu      | Vainqueur       | 2e               | 3e                      |
| ------------ | --------- | --------------- | ---------------- | ----------------------- |
| mai 2001     | Cali      | Laurent Gané    | Matthias John    | José Antonio Villanueva |
| juin 2001    | Szczecin  | Roberto Chiappa | Pavel Buráň      | Viesturs Bērziņš        |
| juillet 2001 | Pordenone | Laurent Gané    | Mickaël Bourgain | Ainārs Ķiksis           |
| août 2001    | Mexico    | Roberto Chiappa | Jeffrey Labauve  | Arnaud Duble            |
| août 2001    | Ipoh      | Jobie Dajka     | Matthias John    | René Wolff              |

#### Classement
| Pos. | Cycliste         | Mos | Cal | Mex | Tur | Ipo | Pts |
| 1.   | Roberto Chiappa  | -   | 12  | -   | 12  | -   | 24  |
| -    | Laurent Gané     | 12  | -   | 12  | -   | -   | 24  |
| 3.   | Mickaël Bourgain | 7   | -   | 10  | 6   | -   | 23  |
| 4.   | Matthias John    | 10  | -   | -   | -   | 10  | 20  |
| 5.   | Jobie Dajka      | 5   | -   | -   | -   | 12  | 17  |

### Vitesse par équipes

#### Résultats
| Date         | Lieu      | Vainqueur                                                        | 2e                                                       | 3e                                                    |
| ------------ | --------- | ---------------------------------------------------------------- | -------------------------------------------------------- | ----------------------------------------------------- |
| mai 2001     | Cali      | Allemagne Carsten Bergemann Jens Fiedler Matthias John           | France Mickaël Bourgain Laurent Gané Hervé Robert Thuet  | Royaume-Uni Chris Hoy Alwyn Mcmath Andrew Slater      |
| juin 2001    | Szczecin  | Pologne Grzegorz Krejner Łukasz Kwiatkowski Marcin Mientki       | Ukraine Sergiy Ruban Igor Troyanovsky Andrei Vynokurov   | Allemagne Stefan Nimke Eyk Pokorny René Wolff         |
| juillet 2001 | Pordenone | Espagne José Antonio Escuredo Salvador Melià Christopher Aguilar | Pologne Grzegorz Krejner Damian Zieliński Marcin Mientki | Italie Roberto Chiappa Marco Brossa Greg MacFarlane   |
| août 2001    | Mexico    | France Mickaël Bourgain Arnaud Duble Arnaud Tournant             | Japon Takahiro Ara Koji Hamada Keichi Omori              | États-Unis Jeffrey Labauve Giddeon Massie Joshua Weir |
| août 2001    | Ipoh      | Allemagne Matthias John René Wolff Stefan Nimke                  | France Florian Rousseau Jérôme Hubschwerlin Hervé Gané   | Japon Kifoyumi Nagai Takashi Kaneko Umezaku Sano      |

#### Classement
| Pos. | Cycliste  | Mos | Cal | Mex | Tur | Ipo | Pts |
| 1.   | Allemagne | 12  | 8   | -   | -   | 12  | 32  |
| -    | France    | 10  | -   | -   | 12  | 10  | 32  |
| 3.   | Japon     | 5   | -   | 6   | 10  | 8   | 29  |
| 4.   | Pologne   | -   | 12  | 10  | -   | -   | 22  |
| 5.   | Italie    | -   | 3   | 8   | 6   | -   | 17  |
| -    | Ukraine   | -   | 10  | 7   | -   | -   | 17  |

### Poursuite individuelle

#### Résultats
| Date         | Lieu      | Vainqueur        | 2e                  | 3e               |
| ------------ | --------- | ---------------- | ------------------- | ---------------- |
| mai 2001     | Cali      | Stefan Steinweg  | Hayden Godfrey      | Damien Pommereau |
| juin 2001    | Szczecin  | Jens Lehmann     | Alexandre Symonenko | Alexei Markov    |
| juillet 2001 | Pordenone | Thomas Liese     | Bradley Wiggins     | Rusłan Pidhorny  |
| août 2001    | Mexico    | Damien Pommereau | Sergi Escobar       | Alexei Markov    |
| août 2001    | Ipoh      | Franco Marvulli  | Noriyuki Iijima     | Vadim Kravchenko |

#### Classement
| Pos. | Cycliste         | Mos | Cal | Mex | Tur | Ipo | Pts |
| 1.   | Damien Pommereau | 8   | 4   | -   | 12  | -   | 24  |
| 2.   | Sergi Escobar    | 7   | -   | -   | 10  | -   | 17  |
| 3.   | Alexei Markov    | -   | 8   | -   | 8   | -   | 16  |
| 4.   | Robert Karsnicki | -   | 5   | 4   | 5   | -   | 14  |
| -    | Franco Marvulli  | -   | 2   | -   | -   | 12  | 14  |

### Poursuite par équipes

#### Résultats
| Date         | Lieu      | Vainqueur                                                                               | 2e                                                                    | 3e                                                                                   |
| ------------ | --------- | --------------------------------------------------------------------------------------- | --------------------------------------------------------------------- | ------------------------------------------------------------------------------------ |
| mai 2001     | Cali      | Nouvelle-Zélande Hayden Godfrey Gregory Henderson Matthew Randall Lee Maxwell Vertongen | Colombie Arles Castro Leonardo Duque Victor Herrera (en) José Serpa   | Espagne Francisco Javier Carrion Sergi Escobar Cristobal Forcadell Asier Maeztu      |
| juin 2001    | Szczecin  | Allemagne Christian Bach Jens Lehmann Andreas Müller Sébastian Siedler                  | Grande-Bretagne Paul Manning Bryan Steel Phillip West Bradley Wiggins | Ukraine Sergiy Chernyavsky Aleksander Kliemienko Roman Kononenko Alexandre Symonenko |
| juillet 2001 | Pordenone | Ukraine Ruslan Pidgornyy Alexander Fedenko Boris Gapych Serhiy Cherniavskiy             | Grande-Bretagne                                                       | Australie                                                                            |
| août 2001    | Mexico    | Russie Alexei Markov Vladislav Borisov Vladimir Karpets Alexander Serov                 | Pays-Bas                                                              | Chili                                                                                |
| août 2001    | Ipoh      | Allemagne Marc Altmann Leif Lampater Christian Muller Bernhard Wachter                  | Tchéquie Martin Bláha Libor Hlavac Michal Kesl Stanislav Kozubek      | Kazakhstan                                                                           |

#### Classement
| Pos. | Cycliste        | Mos | Cal | Mex | Tur | Ipo | Pts |
| 1.   | Allemagne       | -   | 12  | 1   | -   | 12  | 25  |
| 2.   | Grande-Bretagne | -   | 10  | 10  | -   | -   | 20  |
| -    | Ukraine         | -   | 8   | 12  | -   | -   | 20  |
| 4.   | Chili           | -   | 2   | 7   | 8   | -   | 17  |
| 5.   | Espagne         | 8   | -   | 3   | 5   | -   | 16  |
| -    | Pays-Bas        | -   | 6   | -   | 10  | -   | 16  |

### Course aux points

#### Résultats
| Date         | Lieu      | Vainqueur       | 2e              | 3e                |
| ------------ | --------- | --------------- | --------------- | ----------------- |
| mai 2001     | Cali      | Greg Henderson  | Leonardo Duque  | Robert Sassone    |
| juin 2001    | Szczecin  | Franz Stocher   | Vasyl Yakovlev  | Milan Kadlec      |
| juillet 2001 | Pordenone | Ho-Sung Cho     | Devid Garbelli  | Alexander Fedenko |
| août 2001    | Mexico    | Robert Sassone  | Marco Arriagada | Joan Llaneras     |
| août 2001    | Ipoh      | Matthew Gilmore | Jimmi Madsen    | James Carney      |

#### Classement
| Pos. | Cycliste          | Mos | Cal | Mex | Tur | Ipo | Pts |
| 1.   | James Carney      | 7   | -   | -   | 7   | 8   | 22  |
| 2.   | Robert Sassone    | 8   | -   | -   | 12  | -   | 20  |
| 3.   | Franz Stocher     | -   | 12  | 7   | -   | -   | 19  |
| 4.   | Glen Thompson     | -   | 5   | 2   | -   | 6   | 13  |
| 5.   | Ho-Sung Cho       | -   | -   | 12  | -   | -   | 12  |
| -    | Matthew Gilmore   | -   | -   | -   | -   | 12  | 12  |
| -    | Gregory Henderson | 12  | -   | -   | -   | -   | 12  |

### Américaine

#### Résultats
| Date         | Lieu      | Vainqueur                                  | 2e                                            | 3e                                           |
| ------------ | --------- | ------------------------------------------ | --------------------------------------------- | -------------------------------------------- |
| mai 2001     | Cali      | Allemagne Stefan Steinweg Erik Weispfennig | Argentine Juan Esteban Curuchet Edgardo Simón | Suisse Alexander Aeschbach Franco Marvulli   |
| juin 2001    | Szczecin  | Suisse Alexander Aeschbach Franco Marvulli | Pays-Bas Robert Slippens Danny Stam           | Autriche Roland Garber Franz Stocher         |
| juillet 2001 | Pordenone | Annulée                                    |                                               |                                              |
| août 2001    | Mexico    | Espagne Miquel Alzamora Joan Llaneras      | Russie                                        | Pays-Bas                                     |
| août 2001    | Ipoh      | Suisse Franco Marvulli Alexander Aeschbach | États-Unis James Carney Colby Pearce          | Belgique Matthew Gilmore Wouter Van Mechelen |

#### Classement
| Pos. | Cycliste   | Mos | Cal | Mex | Tur | Ipo | Pts |
| 1.   | Suisse     | 8   | 12  | 3   | -   | 12  | 35  |
| 2.   | Espagne    | 7   | -   | 3   | 12  | -   | 22  |
| 3.   | États-Unis | 6   | -   | -   | 6   | 10  | 22  |
| 4.   | Russie     | 4   | 4   | 3   | 10  | 1   | 22  |
| 5.   | Pays-Bas   | -   | 10  | -   | 8   | -   | 18  |

## Femmes

### 500 mètres

#### Résultats
| Date         | Lieu      | Vainqueur              | 2e              | 3e                    |
| ------------ | --------- | ---------------------- | --------------- | --------------------- |
| mai 2001     | Cali      | Natalia Markovnichenko | Nancy Contreras | Svetlana Grankovskaya |
| juin 2001    | Szczecin  | Natalia Markovnichenko | Katrin Meinke   | Lori-Ann Muenzer      |
| juillet 2001 | Pordenone | Natalia Markovnichenko | Irina Janovich  | Oksana Grichina       |
| août 2001    | Mexico    | Nancy Contreras        | Tammy Thomas    | Lori-Ann Muenzer      |
| août 2001    | Ipoh      | Lori-Ann Muenzer       | Katrin Meinke   | Wang Yan              |

#### Classement
| Pos. | Cycliste                | Mos | Cal | Mex | Tur | Ipo | Pts |
| 1.   | Natallia Markovnichenko | 12  | 12  | 12  | -   | -   | 36  |
| 2.   | Nancy Contreras         | 10  | 4   | 7   | 12  | -   | 33  |
| 3.   | Lori-Ann Muenzer        | 2   | 8   | -   | 8   | 12  | 30  |
| 4.   | Katrin Meinke           | -   | 10  | -   | -   | 10  | 20  |
| 5.   | Oksana Grichina         | -   | 7   | 8   | -   | -   | 15  |
| -    | Irina Janovich          | -   | 5   | 10  | -   | -   | 15  |

### Vitesse individuelle

#### Résultats
| Date         | Lieu      | Vainqueur              | 2e                    | 3e               |
| ------------ | --------- | ---------------------- | --------------------- | ---------------- |
| mai 2001     | Cali      | Natalia Markovnichenko | Svetlana Grankovskaya | Tanya Lindenmuth |
| juin 2001    | Szczecin  | Natalia Markovnichenko | Svetlana Grankovskaya | Oksana Grichina  |
| juillet 2001 | Pordenone | Natalia Markovnichenko | Svetlana Grankovskaya | Oksana Grichina  |
| août 2001    | Mexico    | Nancy Contreras        | Tammy Thomas          | Céline Nivert    |
| août 2001    | Ipoh      | Lori-Ann Muenzer       | Kerrie Meares         | Katrin Meinke    |

#### Classement
| Pos. | Cycliste                | Mos | Cal | Mex | Tur | Ipo | Pts |
| 1.   | Natallia Markovnichenko | 12  | 12  | 12  | -   | -   | 36  |
| 2.   | Svetlana Grankovskaya   | 10  | 10  | 10  | -   | -   | 30  |
| 3.   | Susan Panzer            | 7   | -   | 6   | -   | 6   | 19  |
| 4.   | Nancy Contreras         | 2   | 2   | -   | 12  | -   | 16  |
| -    | Oksana Grichina         | -   | 8   | 8   | -   | -   | 16  |
| -    | Kerrie Meares           | 6   | -   | -   | -   | 10  | 16  |

### Poursuite individuelle

#### Résultats
| Date         | Lieu      | Vainqueur            | 2e                  | 3e              |
| ------------ | --------- | -------------------- | ------------------- | --------------- |
| mai 2001     | Cali      | María Luisa Calle    | Emma Davies         | Elena Tchalykh  |
| juin 2001    | Szczecin  | Leontien van Moorsel | Katherine Bates     | Lada Kozlíková  |
| juillet 2001 | Pordenone | Olga Slioussareva    | Anouska van der Zee | Alison Wright   |
| août 2001    | Mexico    | Sarah Ulmer          | Anouska van der Zee | Erin Mirabella  |
| août 2001    | Ipoh      | Christina Becker     | Diana Žiliūtė       | Katherine Bates |

#### Classement
| Pos. | Cycliste            | Mos | Cal | Mex | Tur | Ipo | Pts |
| 1.   | Katherine Bates     | 7   | 10  | -   | -   | 8   | 25  |
| 2.   | Erin Mirabella      | 6   | -   | -   | 8   | 7   | 21  |
| 3.   | Anouska van der Zee | -   | -   | 10  | 10  | -   | 20  |
| 4.   | Christina Becker    | -   | 6   | -   | -   | 12  | 18  |
| 5.   | Emma Davies         | 10  | 7   | -   | -   | -   | 17  |

### Course aux points

#### Résultats
| Date         | Lieu      | Vainqueur            | 2e                  | 3e                |
| ------------ | --------- | -------------------- | ------------------- | ----------------- |
| mai 2001     | Cali      | Belem Guerrero       | Teodora Ruano       | Katherine Bates   |
| juin 2001    | Szczecin  | Leontien van Moorsel | Katherine Bates     | Mirella van Melis |
| juillet 2001 | Pordenone | Olga Slioussareva    | Rochelle Gilmore    | Anke Wichmann     |
| août 2001    | Mexico    | Belem Guerrero       | Anouska van der Zee | Erin Mirabella    |
| août 2001    | Ipoh      | Christina Becker     | Cathy Moncassin     | Erin Carter       |

#### Classement
| Pos. | Cycliste             | Mos | Cal | Mex | Tur | Ipo | Pts |
| 1.   | Belem Guerrero       | 12  | -   | -   | 12  | -   | 24  |
| 2.   | Katherine Bates      | 8   | 10  | -   | -   | 3   | 21  |
| 3.   | Erin Mirabella       | 6   | -   | -   | 8   | 6   | 20  |
| 4.   | Mandy Poitras        | 7   | -   | -   | 6   | -   | 13  |
| 5.   | Christina Becker     | -   | -   | -   | -   | 12  | 12  |
| -    | Olga Slioussareva    | -   | -   | 12  | -   | -   | 12  |
| -    | Leontien van Moorsel | -   | 12  | -   | -   | -   | 12  |